# Socotá
Socotá est une municipalité située dans le département de Boyacá, province de Valderrama, en Colombie.